# Claudia Cardinale
Claudia Giuseppina Rose Cardinale (La Goleta, puerto de Túnez, 15 de abril de 1938), más conocida como Claudia Cardinale, es una actriz italiana. Musa de directores italianos de la talla de Sergio Leone, Luchino Visconti o Federico Fellini, ha participado en legendarios títulos como 8½, El gatopardo,  Rocco y sus hermanos  y C'era una volta il West, y también ha ganado renombre en Hollywood y en el cine internacional con filmes tan populares como La pantera rosa, de Blake Edwards, y Fitzcarraldo, de Werner Herzog. Es una de las últimas leyendas vivas del cine Italiano.

## Biografía

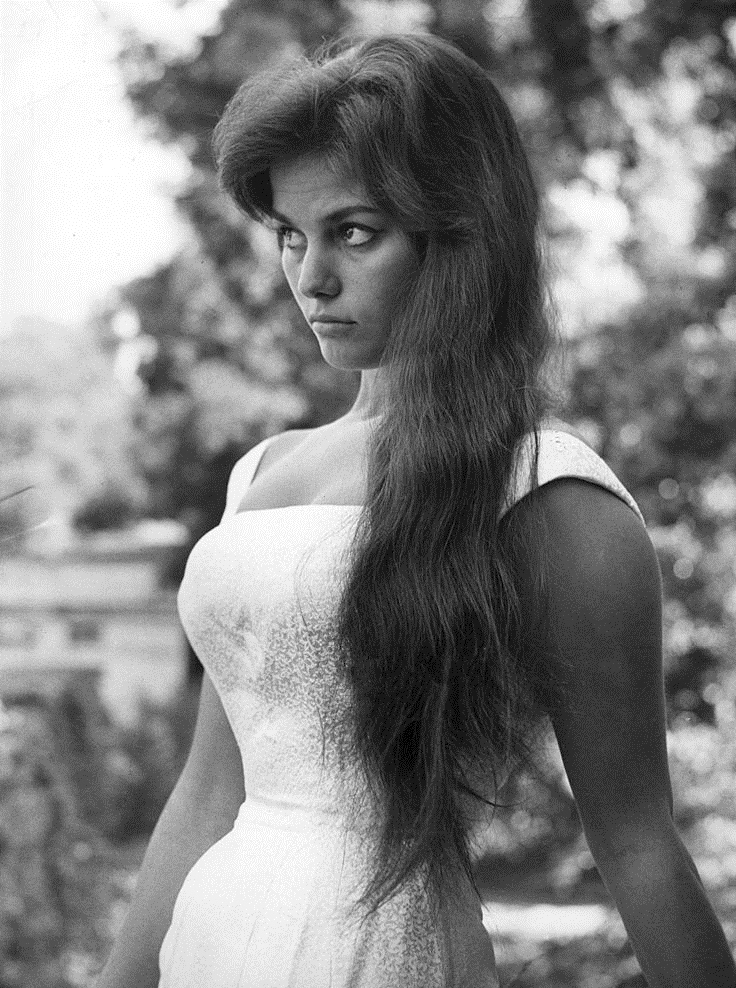
Claudia Cardinale, foto tomada en 1957.

Claudia Cardinale nació en la capital de Túnez cuando ese país aún era un protectorado francés. Sus padres eran oriundos de la isla de Sicilia (Italia). 
Tuvo su entrada en el mundo del cine tras ganar un concurso de belleza tunecino en 1957. Hizo su debut cinematográfico en Goha (1958), junto a Omar Sharif, y ese mismo año tuvo un papel en un filme de éxito internacional, Rufufú (I soliti ignoti), protagonizado por Vittorio Gassman. Su carrera inicial fue encauzada por el productor Franco Cristaldi, con quien se casó en 1966; él la llevó al estrellato al explotar su privilegiada belleza latina en papeles de mujer sensual y de carácter, por los que se haría famosa y reconocida al nivel de Sofía Loren, Gina Lollobrigida y Virna Lisi. Sin embargo, la actriz tenía una peculiar voz ronca que no parecía encajar con su imagen de sex symbol, por lo que era doblada en todos sus filmes, hasta que Fellini decidió lo contrario.

### Inicios: años 1960

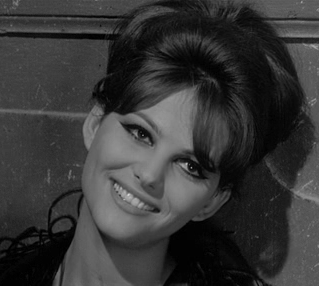
Cardinale en Ocho y medio (1963)

En la década de 1960, Claudia Cardinale apareció en muchas películas italianas o cofinanciadas por Italia, incluyendo dos obras maestras de Luchino Visconti, Rocco y sus hermanos (1960) y Il Gattopardo (El gatopardo, 1963). En ambas producciones tuvo por pareja a Alain Delon. También participó en 8½, de Federico Fellini, y en el exitoso western de Sergio Leone Hasta que llegó su hora (C'era una volta il West, 1968), donde trabajó con Henry Fonda, Charles Bronson y Jason Robards.

### Carrera en Hollywood
Cardinale nunca hizo un intento real de entrar en el mercado estadounidense, ya que no estaba interesada en dejar Europa por un periodo extenso de tiempo; además, su escaso dominio del idioma inglés le era un obstáculo. De todas formas, rodó varias películas de Hollywood, como Circus World (El fabuloso mundo del circo, 1964), con John Wayne y Rita Hayworth; la popular The Pink Panther (La pantera rosa, 1964,) con David Niven; Blindfold (1965), con Rock Hudson; The Professionals (1966), de Richard Brooks, con Burt Lancaster, Lee Marvin y Jack Palance; No hagan olas, con Tony Curtis, y The Hell With Heroes (Los héroes están muertos, 1968), con Rod Taylor.

### Portada de Bob Dylan
Una fotografía de la actriz apareció en la portada artística del álbum Blonde On Blonde (1966) de Bob Dylan; dado que la foto se usó sin el permiso de Cardinale, en las siguientes ediciones la foto se eliminó de la carátula.

### Otras películas
Claudia Cardinale ha aparecido en más películas europeas de reconocida calidad que la mayoría de sus contemporáneas, más volcadas al cine comercial. Su actuación en la película Sandra, de Visconti, está considerada como hipnotizante, haciendo el papel de una superviviente del Holocausto con una relación incestuosa con su hermano. En la película La Storia de Luigi Comencini (basada en la novela de Elsa Morante) Cardinale interpreta a una viuda que cría a un hijo durante la Segunda Guerra Mundial, y que fue otra actuación de Cardinale bien recibida.
Otras actuaciones de Cardinale que están consideradas importantes incluyen las películas La chica de la maleta de Valerio Zurlini, Libertad, amor mío de Mauro Bolognini y Nell'anno del Signore de Luigi Magni.

### 1970-2000
Cardinale ha continuado activa en el cine europeo durante décadas. Entre sus películas de la década de 1970 se cuentan Las petroleras (1971), comedia ambientada en el Oeste y rodada en España con Brigitte Bardot y José Luis López Vázquez; Bello, honesto, emigrado a Australia quiere casarse con chica intocada (1971), junto a Alberto Sordi, filme con el que Cardinale ganó el premio David de Donatello; y Qui comincia l'avventura (1975). En 1977 tuvo un papel en la superproducción para televisión Jesús de Nazaret, dirigida por Franco Zeffirelli y que contó con astros como Anthony Quinn, Laurence Olivier, James Mason, Anne Bancroft, Fernando Rey, Olivia Hussey...

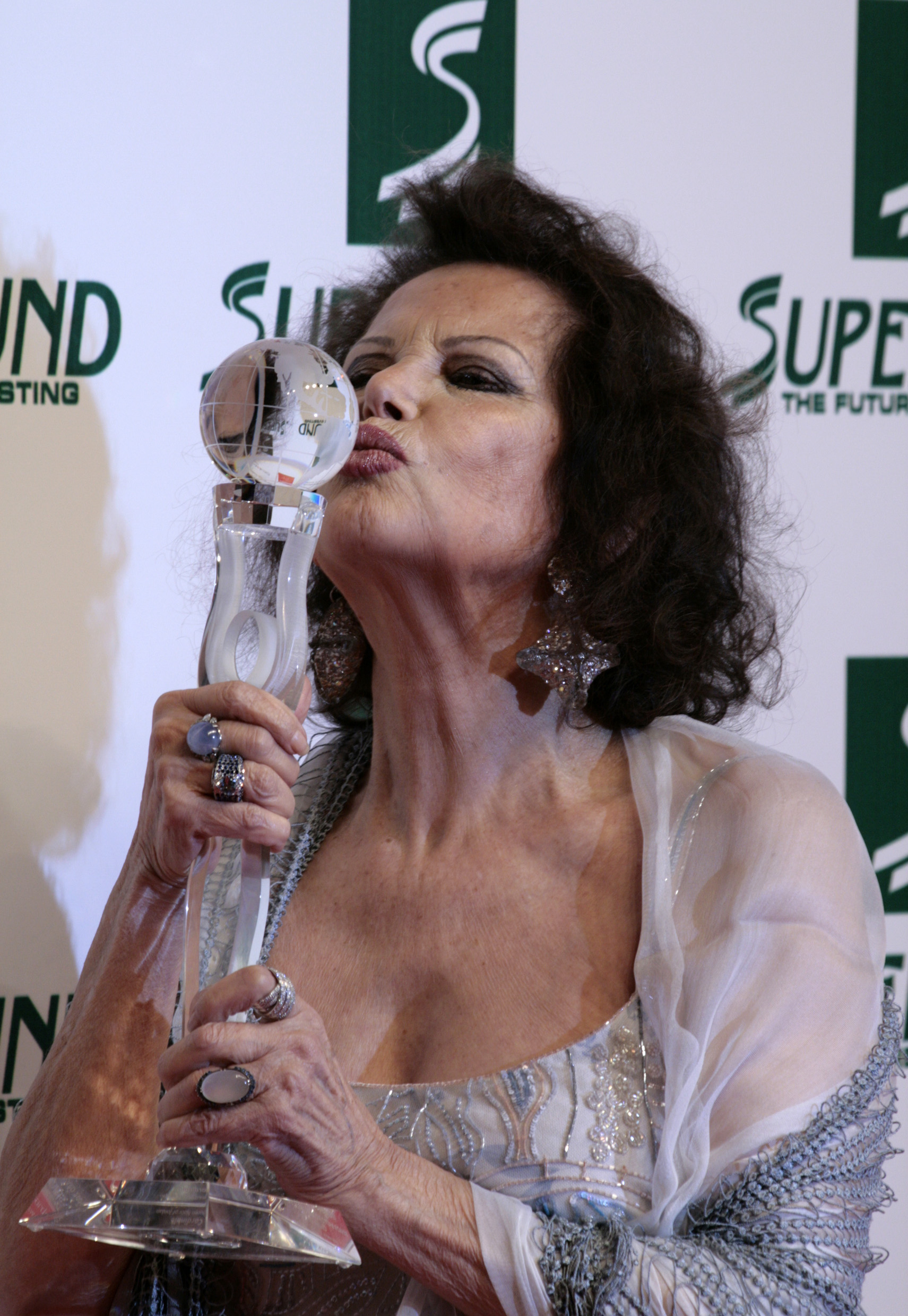
La actriz en los Premios Mundiales de la Mujer, en 2009

En la década siguiente destacan: La piel (La Pelle, 1982) de Liliana Cavani, donde trabajó con Burt Lancaster y Marcello Mastroianni; Fitzcarraldo (1982; Werner Herzog), con Klaus Kinski; Enrique IV (1984) de Marco Bellocchio, nuevamente al lado de Mastroianni; La Storia (1985) de Luigi Comencini, donde se codeó con Francisco Rabal, y Un homme amoureux (A man in love, 1987), protagonizada por Peter Coyote y Greta Scacchi. En 1989, Claudia Cardinale participó en el ambicioso largometraje Historia de una revolución, de Robert Enrico y Richard T. Heffron sobre la Revolución francesa, dentro de un extenso reparto: Klaus Maria Brandauer, Jane Seymour, Peter Ustinov, Christopher Lee, Georges Corraface...
En 1991, coprotagonizó con Omar Sharif el filme Mayrig de Henri Verneuil, en 1993 participó junto a Roberto Benigni en la comedia El hijo de la pantera rosa de Blake Edwards, y en 1999 en el documental sobre Kinski titulado Mi enemigo íntimo.

### Últimos trabajos
En 2002, participó en el filme And now... Ladies and Gentlemen, dirigido por Claude Lelouch y protagonizado por Jeremy Irons. En teatro, protagonizó en 2005 Dulce pájaro de juventud, de Tennessee Williams, en París, y en 2009 rodó la película de tema gay Le fil, donde encarnaba a una madre tunecina reacia a aceptar la homosexualidad de su hijo. En 2012 ha rodado, junto a Jean Rochefort, la película El artista y la modelo, del español Fernando Trueba.

## Vida privada
Se casó solo una vez, con Franco Cristaldi en 1966; la pareja se divorció en 1975 y la actriz ha estado viviendo desde ese mismo año con el director de cine Pasquale Squitieri. Tiene dos hijos. Su hijo mayor, Patrizio, nació fruto de una violación que sufrió Cardinale cuando tenía solo diecisiete años y todavía vivía en Túnez; Cristaldi lo adoptó posteriormente. Tiene una hija, también llamada Claudia, con Squitieri, nacida el 26 de abril de 1979 cuando la actriz tenía cuarenta y un años. Squitieri ya tenía tres hijos de su matrimonio anterior: Vittoria, Paola y Mario.
Claudia Cardinale es una mujer progresista con convicciones políticas fuertes. Está involucrada en temas a favor de la mujer y del colectivo gay. También está involucrada en muchas causas humanitarias. Desde los años setenta París es su hogar.
Claudia Cardinale escribió una autobiografía, Moi Claudia, Toi Claudia. En 2005, también publicó un libro en francés, Mes Étoiles, sobre sus relaciones personales y profesionales con muchos de sus directores y compañeros de reparto durante sus cerca de cincuenta años en el mundo del espectáculo.  En sus confesiones, Cardinale declara que se negó entre risas a los requerimientos de Marlon Brando, quien intentó seducirla en un hotel de Roma en 1967, y que después se arrepintió.

## Filmografía
- Todos los caminos conducen a Roma (2015)
- El artista y la modelo (2012)
- Mi enemigo íntimo (1999)
- Li chiamarono... briganti! (1999)
- El desierto de fuego (1997)
- Un verano en La Goulette (1996)
- El hijo de la Pantera Rosa (1993)
- Historia de una revolución (1989)
- A man in love (Un homme amoureux, 1987)
- El regalo (1982)
- Fitzcarraldo (1982)
- La salamandra (1980)
- Evasión en Atenea (1979)
- El arma (1978)
- Corleone (1978)
- Jesús de Nazaret (1977)
- La Ronda del Placer (1974)
- Popsy Pop (1971)
- La audiencia (1971)
- La tienda roja (1971)
- Bello, honesto, emigrado a Australia quiere casarse con chica intocada (1971)
- Las petroleras (1971)
- Libertad, amor mío (1970)
- Nell'anno del Signore (1969)
- Guapa, ardiente y peligrosa ( Ruba al prossimo tuo...) (1968)
- Hasta que llegó su hora (1968)
- El día de la lechuza (1968)
- Los héroes están muertos (1968)
- No hagan olas (1967)
- Los profesionales (1966)
- Las cuatro brujas (1966)
- Mando perdido (Los centuriones) (1966)
- Misión secreta (1965)
- Sandra, o Atavismo impúdico (1965)
- La pantera rosa (1963)
- Celos a la italiana (1964)
- El fabuloso mundo del circo (1964)
- La ragazza di Bube (1964)
- Los indiferentes (1964)
- El gatopardo (1963)
- Ocho y medio (1963)
- Senilità (en Norteamérica titulada Careless y en Francia Quand la chair succombe) (1962)
- El bello Antonio (1961)
- Cartouche (1961)
- La chica de la maleta (1961)
- La viaccia (1961)
- Rocco y sus hermanos (1960)
- Rufufú da el golpe (1959)
- Un maldito embrollo (1959)
- Los desconocidos de siempre (1958)

## Premios y distinciones
Festival Internacional de Cine de Venecia
| Año  | Categoría                          | Película               | Resultado |
| ---- | ---------------------------------- | ---------------------- | --------- |
| 1984 | Premio Pasinetti a la mejor actriz | La amante de Mussolini | Ganadora  |
| 1993 | León de Oro Especial               | -                      | Ganadora  |